# ГЕС Герстайм
ГЕС Герстайм (нім. Kraftwerk Gerstheim) — гідроелектростанція у Франції на Верхньому Рейні. Входить до складу рейнського каскаду, знаходячись між ГЕС Ріно (вище за течією) та Страсбург. Хоча ця ділянка річки є кордоном між Німеччиною та Францією, остання за умовами Версальського договору має права на її одноосібне господарське використання.
У місці спорудження гідрокомплексу Рейн розділено на дві протоки. Праву, прилеглу до німецького берега, перекриває допоміжна гребля. Ліва, своєю чергою, також розділяється невеликим острівцем на дві, що містять машинний зал руслового типу та два судноплавні шлюзи. Останні мають довжину у 190 метрів та ширину 24 та 12 метрів.
Машинний зал обладнано шістьма бульбовими турбінами загальною потужністю 141 МВт. При напорі у 10,75 метра вони забезпечують виробництво 815 млн кВт·год електроенергії на рік.
Управління станцією здійснюється з диспетчерського центру, розташованого на ГЕС Кембс.